# Pacific Life Open 2005

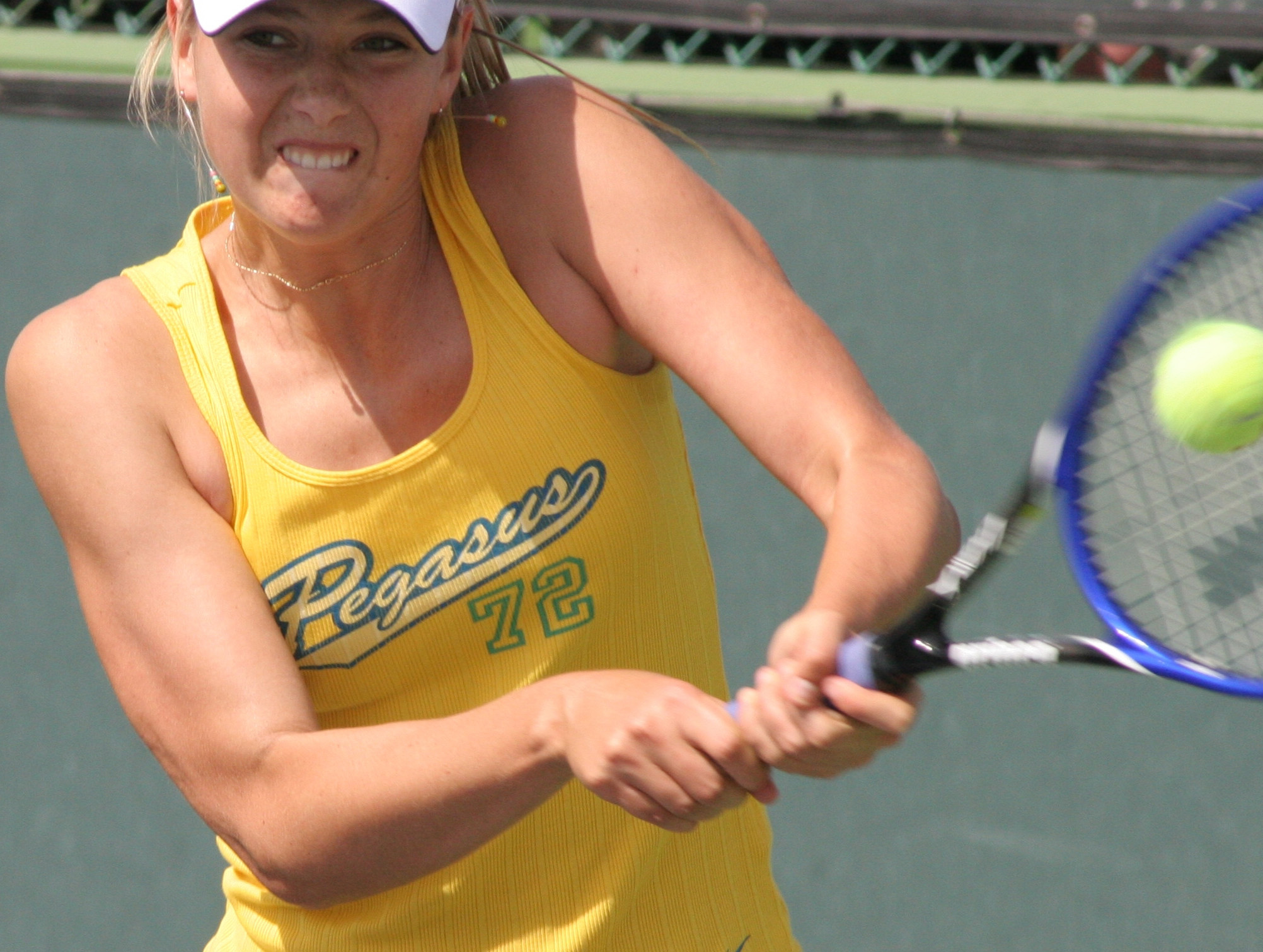
Полуфиналистка в женском одиночном разряде — россиянка Мария Шарапова.

Pacific Life Open 2005 — профессиональный теннисный турнир, в 29-й раз проводившийся в небольшом калифорнийском городке Индиан-Уэллсе на открытых хардовых кортах. Мужской турнир входил в серию Masters, а женский — в серию турниров 1-й категории.
Калифорнийский турнир открывает мини-серию из двух турниров, основная сетка которых играется более 1 недели (следом прошёл турнир в Майами).
Соревнования были проведены на кортах Indian Wells Tennis Garden — с 14 по 20 марта.
Прошлогодние победители:
- мужчины одиночки —  Роджер Федерер.
- женщины одиночки —  Жюстин Энен.
- мужчины пары —  Арно Клеман /  Себастьян Грожан.
- женщины пары —  Вирхиния Руано Паскуаль /  Паола Суарес.

## Соревнования

### Одиночный турнир

#### Мужчины
Роджер Федерер обыграл  Ллейтона Хьюитта со счётом 6-2, 6-4, 6-4.
- Федерер выигрывает свой 4-й одиночный титул в сезоне и 26-й за карьеру в основном туре ассоциации. На этом турнире он побеждает во 2-й раз подряд.
- Хьюитт выходит в свой 3-й в году и 36-й за карьеру одиночный финал в основном туре ассоциации.

#### Женщины
Ким Клейстерс обыграла  Линдсей Дэвенпорт со счётом 6-4, 4-6, 6-2.
- Клейстерс выигрывает свой 1-й одиночный титул в сезоне и 22-й за карьеру в основном туре ассоциации. На этом турнире он побеждает во 2-й раз (до этого в 2003 году).
- Дэвенпорт выходит в свой 4-й в году и 82-й за карьеру одиночный финал в основном туре ассоциации.

### Парный турнир

#### Мужчины
Даниэль Нестор /  Марк Ноулз обыграли  Уэйна Артурса /  Пола Хенли со счётом 7-6(6), 7-6(2).
- Нестор выигрывает свой 1-й в сезоне и 38-й за карьеру парный титул в туре ассоциации.
- Ноулз выигрывает свой 1-й в сезоне и 36-й за карьеру парный титул в туре ассоциации.
- Пара Нестор и Ноулз выиграли на этом турнире 3-й титул (до этого в 1997 и 2002 годах).

#### Женщины
Вирхиния Руано Паскуаль /  Паола Суарес обыграли  Надежду Петрову /  Меганн Шонесси со счётом 7-6(3), 6-1.
- Руано Паскуаль выигрывает свой 2-й в сезоне и 31-й за карьеру парный титул в туре ассоциации.
- Суарес выигрывает свой 2-й в сезоне и 38-й за карьеру парный титул в туре ассоциации.
- Пара Руано Паскуаль и Суарес выиграли на этом турнире 2-й титул подряд.